# Pas cobert al carrer del Forn I (Claravalls)
Pas cobert al carrer del Forn I és una obra a Claravalls al municipi de Tàrrega (Urgell) inclosa a l'Inventari del Patrimoni Arquitectònic de Catalunya.

## Descripció
Pas cobert que condueix de la Plaça de l'Església a un estret carreró sense sortida i molt abandonat pel poble. Aquest pas té una peculiaritat excepcional. D'una banda, el costat que dona al carrer del Forn (Plaça de l'Església) té una obertura allindada, amb una biga de fusta com a entaulament. D'altra banda, l'obertura del pas cobert té una magnífica arcada de mig punt, tallada pel mur, on està adossada. Aquesta està formada per un seguit de petits carreus de pedra molt estrets i aplanats els quals van formant la volta.
La part menys interessant d'aquest element arquitectònic és l'interior. Està format per una volta gairebé aplanada la qual està parcialment arrebossada de banc. Els murs laterals del pas són de pedra, però també presenten un arrebossat molt poc atractiu al seu damunt. Està en mal estat, i en gran part caigut.